# Plaza de la Libertad (Budapest)
La plaza de la Libertad (en húngaro: Szabadság tér) es una plaza situada en el barrio de Lipótváros de Budapest (Hungría). La plaza fue creada en 1886. Lajos Batthyány fue ejecutado en la plaza el 6 de octubre de 1849.
La plaza es una mezcla de sitios de negocios y residenciales. La embajada de los Estados Unidos en Hungría y la sede del Banco Nacional de Hungría, de estilo historicista, se encuentran en los alrededores de la plaza. Algunos edificios de la plaza están diseñados en el estilo Art Nouveau. Dos edificios fueron diseñados por Ignác Alpár. La plaza alberga monumentos del presidente estadounidense Ronald Reagan y del general, también estadounidense, Harry Hill Bandholtz. También hay un monumento a la liberación soviética de Hungría de la ocupación nazi, que fue proyectado por Károly Antal.

## Galería

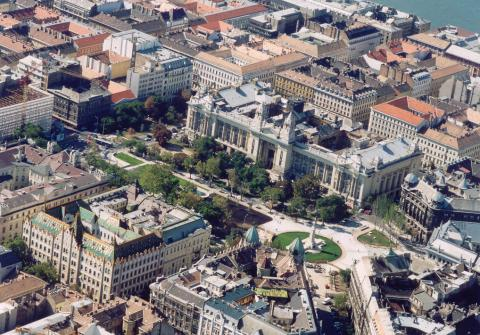
El antiguo edificio de la Bolsa de Budapest, orientado al sureste.
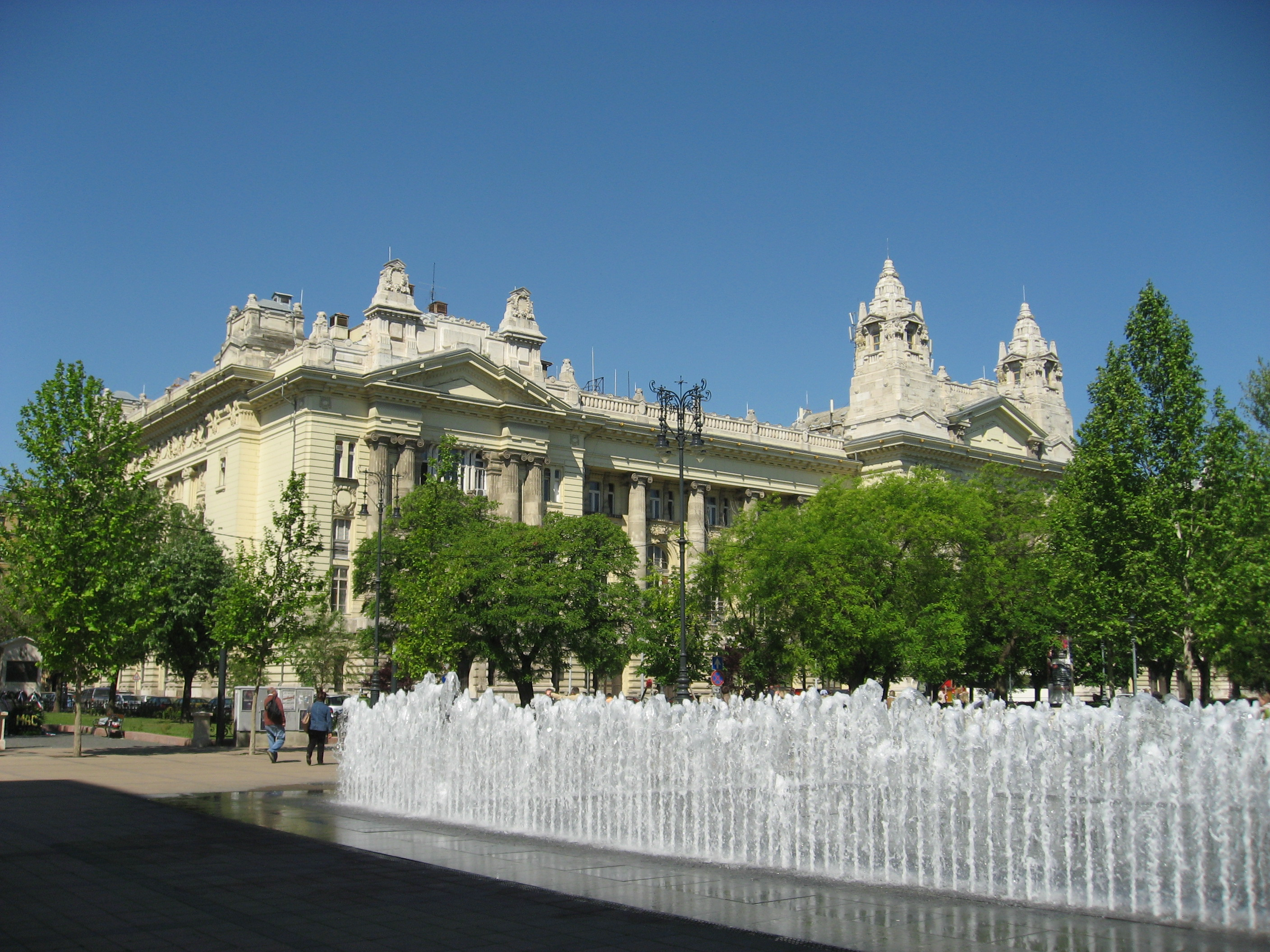
El antiguo edificio de la Bolsa de Budapest.
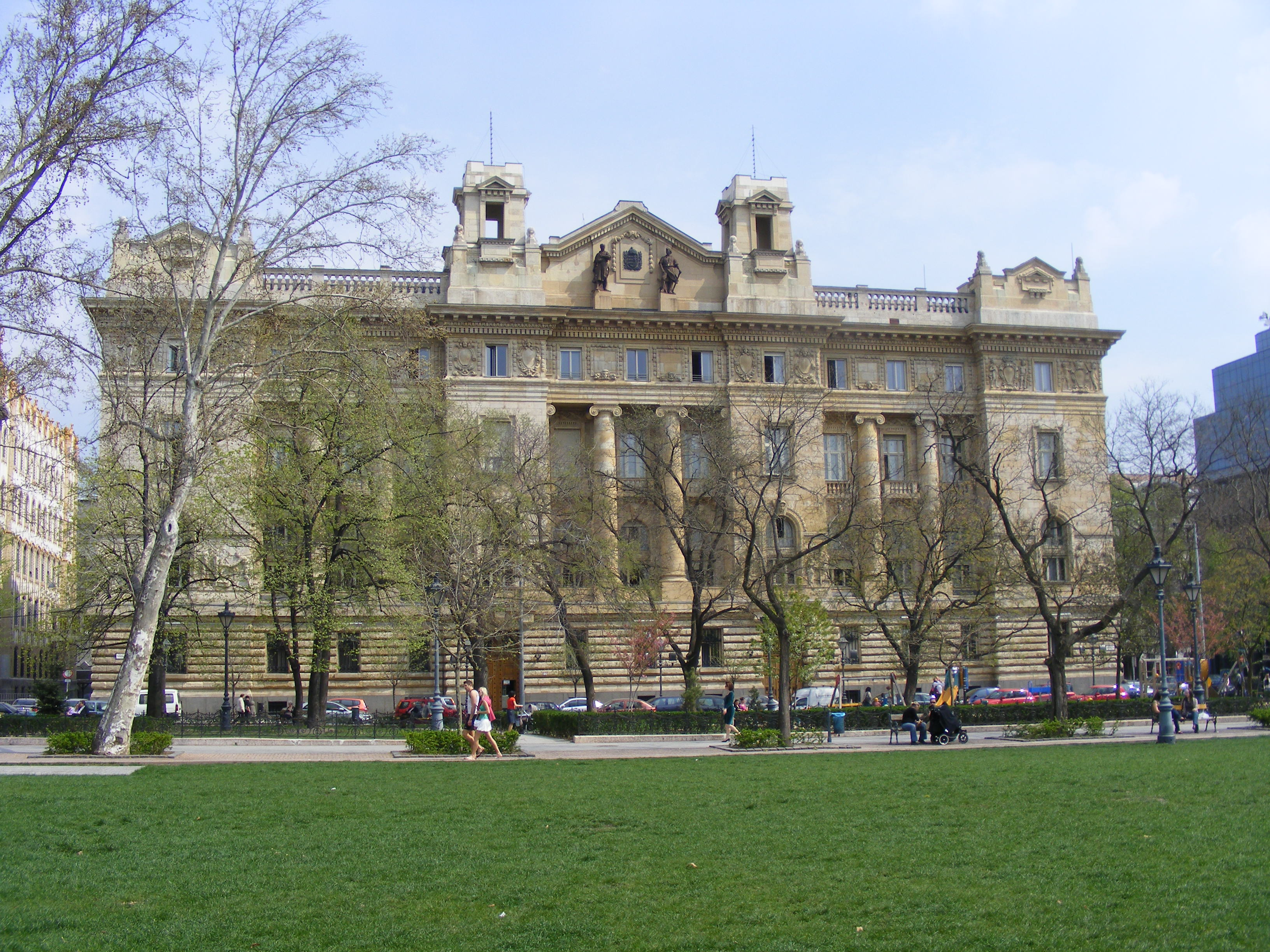
Banco Nacional de Hungría.
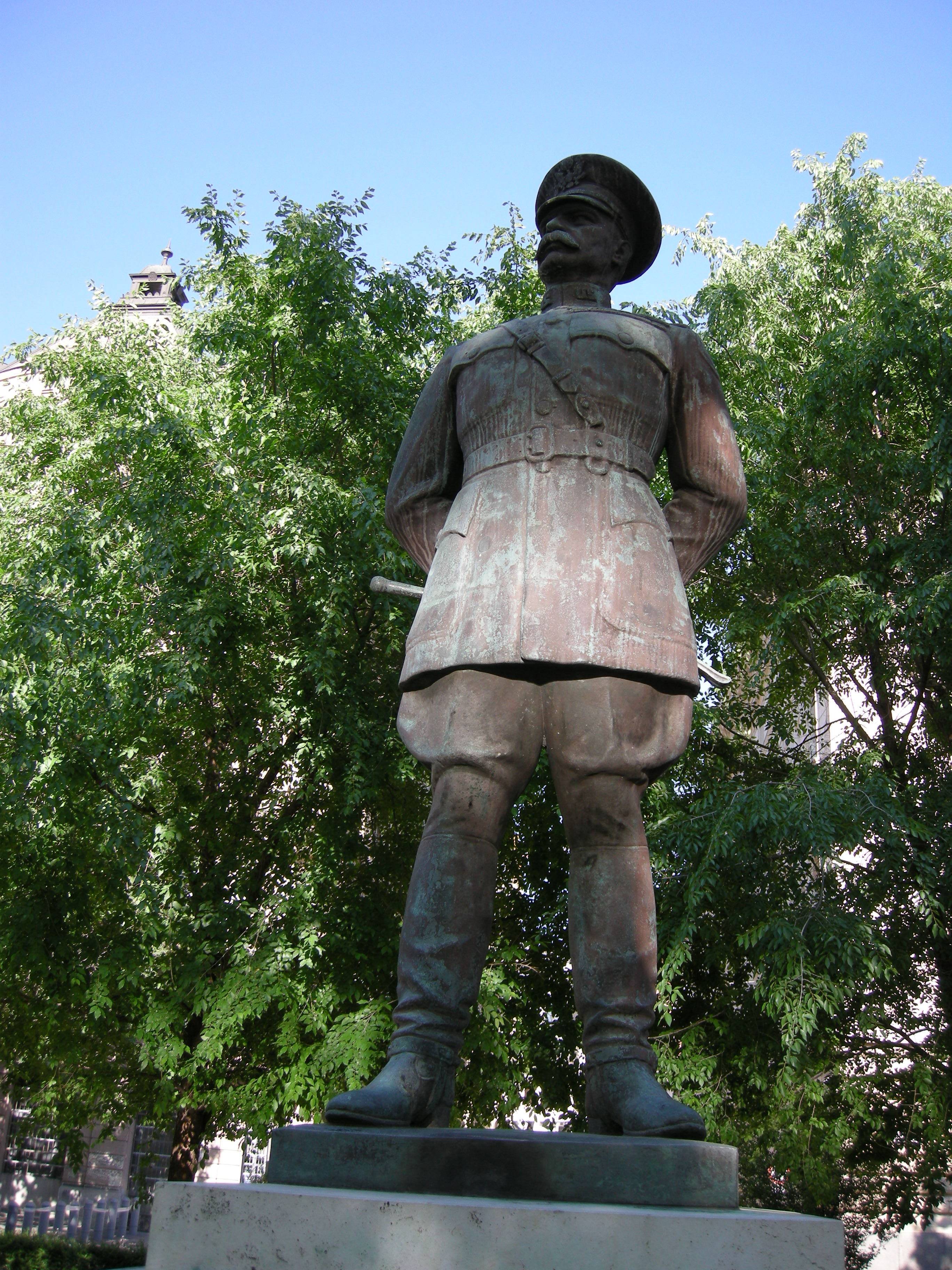
Monumento al general estadounidense Harry Hill Bandholtz.
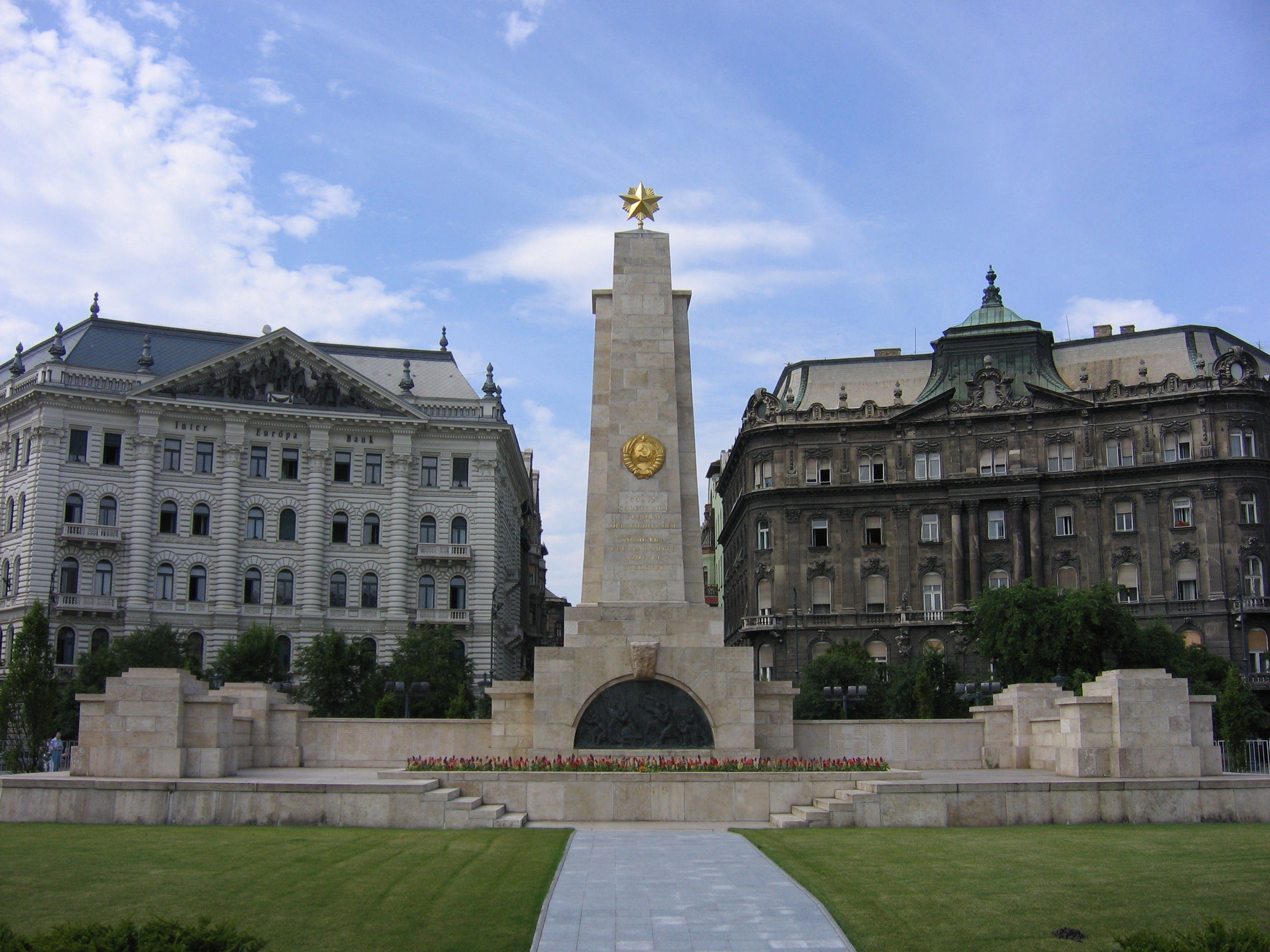
Monumento al Ejército Rojo (1946)
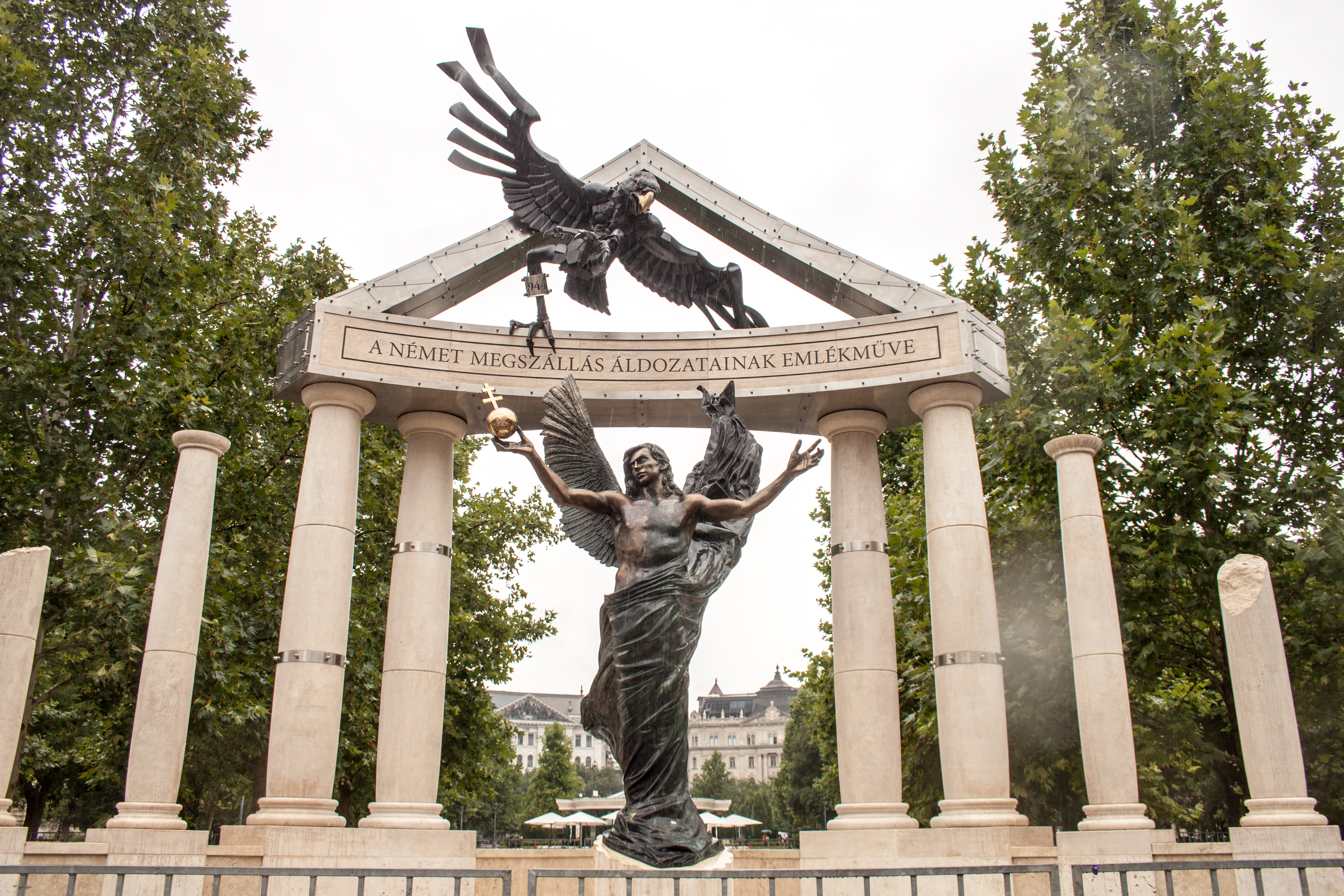
Monumento a las Víctimas de la Ocupación Alemana (2014)